# Alias (tv-serie)
 For alternative betydninger, se Alias (flertydig). (Se også artikler, som begynder med Alias)
Alias er en amerikansk tv-serie skabt af J.J. Abrams. Den centrerer sig om spionen Sydney Bristows personlige og professionelle kamp mod det korrupte SD-6-efterretningsagentur. Alias debuterede på ABC 30. september 2001 og afsluttedes 22. maj 2006. Serien er en genreblanding af drama, action, spy-fi og science-fiction og spænder sig over 105 afsnit fordelt på fem sæsoner.
Hovedrollen, Sydney, spilles af Jennifer Garner, der blandt andet er blevet nomineret til Emmy Awards, og har vundet priser ved både Golden Globe og SAG Award. Hun gøres selskab af CIA-agenten Michael Vartan i rollen som handleren Michael Vaughn, Ron Rifkin som SD-6s kølige overhoved Arvin Sloane, Carl Lumbly der portrætterer Sydneys loyale partner Marcus Dixon og Victor Garber som den mystikomslørede Jack Bristow.

## Overblik
SD-6-agenten Sydney Bristow indleder sit liv som dobbeltagent for CIA, efter hun finder sin forlovede myrdet. Myrdet af det agentur hun gennem de sidste mange år har været loyal overfor. I tæt samarbejde med faderen Jack Bristow og sin tilknyttede handler Michael Vaughn, bestræber hun sig på at destruere og nedbryde SD-6.

### Format
Et afsnit er ca. 42 minutter – en time inklusiv reklamepauser. I første sæson indledtes afsnittene med en identisk opsummering af Sydneys situation, for herefter at gå direkte ind i afsnittets handling der oftest er knyttet til de forrige afsnit. Titelskærmen er en sort flade, hvor "Alias" skrives bogstav for bogstav i takt til seriens "title theme," komponeret af J.J. Abrams. Skuespillernavnen fremkommer en for en, og en lens flare flyver hurtigt mellem billedets rammer. Afsnittene afsluttes med en cliffhanger eller en emotionel scene, der efterfølges af en sort skærm med et hvidt Alias-logo i sit centrum.
I løbet af serien varierede titelskærmen. I fjerde sæson blev den sorte baggrundsflade i titelskærmen erstattet med en kollage af Sydneys mange udklædninger. I femte sæson blev samme koncept anvendt igen, men hvor de andre skuespillere også var inkluderet i kollagen, overensstemt med præsentationen af deres navn.
Der er ikke anvendt en definitiv og bestemt fortællingsstruktur gennem serien. Set bort fra kronologisk fortælling er dog hyppigt anvendt, at man i starten af et givent afsnit ser en situation, der kort før sit klimaks afbrydes. Seeren får herefter fortalt hvad der ledte dertil, indtil situationen nåes igen, og seeren så får fortalt klimakset og den eventuelt efterfølgende handling.
I majoriteten af afsnittene foreligger der mindst et besøg i udlandet, herunder i særdeleshed Zürich i Schweiz, samt Tyskland og Frankrig. Men også Sydamerika, Asien, Italien, England og Spanien spiller signifikante roller. Blandt skandinaviske lande har Helsinki og Stockholm været besøgt. København har været nævnt som oplæg til en historie.

### Sæsoner
Alias debuterede 30. september 2001 på ABC og sluttede i 2006, efter fem sæsoner og 105 afsnit. Sæsonerne afsluttes oftest med en betydningsfuld drejning – en såkaldt cliffhanger eller game changer. De første fire sæsoner består hver af 22 afsnit og femte sæson af 17. Femte sæson blev skåret ned pga. Garners graviditet. Alle sæsoner er udgivet på dvd.

## Handling

### Sæson 1
Syv år før første sæson blev Sydney tilbudt et job fra efterretningstjenesten SD-6, der angiveligt var en del af CIA. Hun accepterer tilbuddet og bliver agent. I pilotafsnittet fortæller hun sin forlovede, Danny, at hun er spion. Som følge af at afsløre eksistensen af SD-6 slår efterretningstjenesten ham ihjel for at undgå en lækage.
Det er herefter, at Sydneys far, Jack Bristow, fortæller hende sandheden om SD-6: At det ikke er en del af CIA, men i virkeligheden tilhører Alliance of Twelve – en organisation som er fjende af den amerikanske regering. Sydney tilbyder sig som dobbeltagent for det rigtige CIA, hvor hun også erfarer, at Jack har samme opgave. Sammen vil de og CIA nedbryde SD-6.
Store portioner af handlingen i første sæson inkluderer Sydneys forsøg på at skjule sit dobbeltliv fra venner, og adskille sit professionelle liv fra det personlige. Yderligere handler den om hendes romance med kollegaen Michael Vaughn, der er hendes kontaktperson hos CIA.
En anden faktor, der spiller en væsentlig rolle i serien, er mysteriet om Milo Rambaldi, en arkitekt og profet fra det 15. århundrede, der var langt foran sin egen tid og bl.a. skrev binære talrækker og tegninger over biologiske våben. En stor del af missionerne for SD-6 går ud på at indsamle diverse artefakter bygget af Rambaldi. Sydneys liv bliver for alvor involveret i Rambaldi-mysteriet, da hun er portrætteret på en af papirerne fra Rambaldis journal, hvor hun bliver nævnt som Den Udvalgte. Hendes DNA-mønstre er også beskrevet, og de stemmer overens med virkeligheden.

### Sæson 3
I afsnit 3 introduceres den fiktive organisation The Covenant.

### Sæson 4
I sæson fire introduceres den fiktive organisation Authorized Personnel Only (APO) umiddelbart efter Sydney opsiger sin stilling hos CIA.

### Sæson 5
Femte sæson blev forkortet fra 22 til 17 afsnit pga. Garners graviditet, der derudover var indarbejdet i sæsonens øvrige handling.

## Produktion

### Konceptudvikling
Seriens koncept blev udviklet af J.J. Abrams, der tidligere havde skabt Felicity, og senere var medskaber af Lost. Det var første gang han arbejdede med actiongenren som instruktør og skaber.

### Casting
Jennifer Garner blev casted til rollen som Sydney Bristow trods tvivl fra flere fronter på, om hun var kvalificeret til opgaven. Efter piloten bekendtgjordes det if. første sæsons dvd-bonusmateriale, at hun overbeviste kritikerne. Hun auditionerede 4-5 gange og trænede simultant kampsport. Hun er udmærket af sine kollegaer for at kunne se skræmt og kompetent ud på samme tid.
Greg Grunberg, der spiller Eric Weiss, er barndomsven med J.J. Abrams, men forlod senere serien på fast basis for at arbejde med en anden serie. Grunberg er også med i pilotafsnittet af Lost og har en mindre rolle i Mission: Impossible III – begge produktioner som J.J. har deltaget i.

### Manuskripter
Seriens manuskripter har hver en hovedforfatter, som er krediteret for afsnittet, omend der i perioder med tidspres tilkobles flere forfattere på det enkelte manuskript.

### Produktion
Meget af serien er filmet i Disneys og ABC's studier og arbejdsområder  af hensyn til seriens budget, der af og til har været så stramt, at de ikke havde penge til at bygge hele kulisser. For eksempel er gyden, der forestiller Hong Kong i anden sæsons finaleafsnit, en dekoreret passage mellem to Disney-bygninger med tillagt lyssætning, rekvisitter, musik og stemning til at portrættere Hong Kong. Mange scener er filmet i opgange, lokaler og korridorer hos Disney og ABC og sågar ofte brugt flere gange, hvor de forestillede vidt forskellige steder.
Kampscenerne er delvist udført af stuntdubleanter og skuespillerne selv – både i kulisse og foran bluescreen. Actionsekvenser var første gang for både J.J. Abrams og Jennifer Garner i pilotafsnittet, hvor Garners dubleant bl.a. lavede en saltomortale "lænket" til en stol. Det var ikke usædvanligt, at skuespillerne og stuntdubleanterne fik blå mærker og knubs. Et fraklippet skud er sågar inkluderet på anden sæsons dvd, hvor Garner ved et uheld kaster en stor metalgenstand i hovedet på en kollega.

### Post Produktion
Seriens originale soundtrack er komponeret af Michael Giacchino, hvem J.J. beskriver som sin egen bror, angiveligt fordi Giacchino opfylder J.J.'s vision, nøjagtig som hvis de var vokset op sammen. De første to sæsoners soundtrackkompositioner er udgivet på cd. Giacchinos musik er delvist klassiske orkesterkompsitioner og delvist techno/dance-inspirerede musikstykker – af og til blandet sammen.

## Tematiske elementer
Familie: Familien, trods massiv forsømmelse, spiller en signifikant rolle for Sydney, men emnet drager også andre af hovedpersonerne i et sørgmodigt lys.
Tillid: Tillid til både familie, venner, overordnede og fjender adresseres og afprøves på mange kanter og leder i Alias.

## Trivia
- Flere fra produktionsholdet (bl.a. J.J. Abrams, Jeff Pinkner og Jack Bender) har under og efter Alias også deltaget i arbejdet på Lost.
- Danske Ulrich Thomsen medvirkede i 2005 i et enkelt afsnit.
- Tallet 47 bliver nævnt eller på anden måde vist i næsten hvert afsnit. F.eks. på nummerplader, dørnumre, antal døde i en ulykke, og page 47 i Rambaldi-journalen, hvor Sydney er portrætteret[1].